# Освајачи олимпијских медаља у атлетици — 10 километара ходање за мушкарце
Освајачи олимпијских медаља у атлетици за мушке у дисциплини 10 километара ходање која се на програму Олимпијских игара нашла 5 пута, приказани су у следећој табели. Ову дисциплну је после Олимпијских игара 1952. заменила дисциплина 20 км ходање.
| Олимпијске игре        | Злато                          | Злато      | Сребро                               | Сребро  | Бронза                                 | Бронза  |
| ---------------------- | ------------------------------ | ---------- | ------------------------------------ | ------- | -------------------------------------- | ------- |
| Стокхолм 1912. детаљи  | Џорџ Гулдинг Канада            | 46:28,4    | Ернест Веб · Уједињено Краљевство    | 46:50,4 | Фернандо Алтимани Краљевина Италија    | 47:37,6 |
| Антверпен 1920. детаљи | Уго Фриђерио Краљевина Италија | 48:06,2    | Џозеф Пирман САД                     |         | Чарлс Ган · Уједињено Краљевство       |         |
| Париз 1924. детаљи     | Уго Фриђерио Краљевина Италија | 47:49,0    | Гордон Гудвин · Уједињено Краљевство | 48:37,9 | Сесил Макмастер Јужноафричка Република | 49:08,0 |
| Лондон 1948. детаљи    | Џон Мајклсон · Шведска         | 45:13,2 ОР | Ингемар Јохансон · Шведска           | 45:43,8 | Фриц Шваб · Швајцарска                 | 46:00,2 |
| Хелсинки 1952.         | Џон Мајклсон · Шведска         |            | Фриц Шваб · Швајцарска               |         | Бруно Јунк · Совјетски Савез           |         |

## Биланс медаља, 10 км ходање за мушкарце
|    | Држава               | Злато | Сребро | Бронза | Укупно |
| -- | -------------------- | ----- | ------ | ------ | ------ |
| 1. | Шведска              | 2     | 1      | 0      | 3      |
| 2. | Италија              | 2     | 0      | 1      | 3      |
| 3. | Канада               | 1     | -      | 3      | 5      |
| 4. | Уједињено Краљевство | 0     | 2      | 1      | 3      |
| 5. | Швајцарска           | 0     | 1      | 1      | 2      |
| 6. | САД                  | 0     | 1      | 0      | 1      |
| 7. | Совјетски Савез      | 0     | 0      | 1      | 1      |
| 7. | Јужна Африка         | 0     | 0      | 1      | 1      |
|    | Укупно (8)           | 5     | 5      | 5      | 15     |